# 中和說
中和說，宋明理學時朱熹提出的理論。此說沿襲自《中庸》：「喜怒哀樂之未發，謂之中；發而皆中節，謂之和。中也者，天下之大本；和也者，天下之達道也。致中和，天地位焉，萬物育焉。」朱熹從「已發未發」作為切入分析，並以「寂然不動」為未發、「感而遂通」為已發，後形成了中和舊說與中和新說。

## 中和舊說
在舊說中，朱熹肯定「未發」為「天命流行，生生不已之機」，並以「天理本體」為性，進而有「喜怒哀樂」為心的發用。由此，性與心為體用之關係。然而，在舊說中，心一直處於「已發」之狀態，而天理本體則完全寂然不動。

## 中和新說
在新說中，朱熹意識到誤解了二程之所言，將心皆視為「已發」，故此作出修正。他後來以心貫之，認為「性」乃心之未發，而心之已發則為喜怒哀樂。